# 謎屋闇語
《謎屋闇語》（英語：Things Heard & Seen）是一部2021年的美國恐怖驚悚片，由莎莉·斯普林格·伯曼和羅伯特·普爾奇尼執導，改編自伊麗莎白·布倫達奇的小說《一切都會現身》。 由阿曼達·西耶弗里德和詹姆士·諾頓主演。

## 發行
電影於2021年4月29日在Netflix上發布。

## 製作
2019年9月，宣布阿曼達·西耶弗里德加入了劇組，莎莉·斯普林格·伯曼和羅伯特·普爾奇尼執導了他們所寫的劇本，並由Netflix將發行。2019年10月，詹姆士·諾頓、娜塔莉亞·戴爾、蕾亞·塞洪、阿萊克斯·紐斯塔特和F·莫瑞·亞伯拉罕加入演員名單。

### 拍攝
2019年10月，在紐約哈德遜河谷開始了主要拍攝。

## 外部連結
- 互联网电影数据库（IMDb）上《謎屋闇語》的资料（英文）

Template:NavboxV2